# Dentalium neohexagonum
Dentalium neohexagonum es una especie de molusco escafópodo de la familia Dentaliidae. Como su nombre en latín lo indica, la sección transversal de la concha de esta especie es hexagonal; de ahí que su nombre común sea "colmillos de mar de seis caras".
Esta especie se encuentra a lo largo de la costa central y sur de California en el Océano Pacífico . Existen evidencias de que conchas de esta especie fueron utilizadas por pobladores de la etnia Chumash desde al menos hace 1000 antes del presente, en el área de Morro Bay. Fueron utilizados como monedas para intercambio en lugar de alimento.